# Sierville
Sierville is een gemeente in het Franse departement Seine-Maritime (regio Normandië) en telt 859 inwoners (1999). De plaats maakt deel uit van het arrondissement Rouen.

## Geografie
De oppervlakte van Sierville bedraagt 16,0 km², de bevolkingsdichtheid is 53,7 inwoners per km².
De onderstaande kaart toont de ligging van Sierville met de belangrijkste infrastructuur en aangrenzende gemeenten.

## Demografie
Onderstaande figuur toont het verloop van het inwonertal (bron: INSEE-tellingen).